# Узакова, Мамахол
Мамахол Узакова — советский хозяйственный, государственный и политический деятель.

## Биография
Родилась в 1936 году. Член КПСС.
С 1957 года — на хозяйственной, общественной и политической работе. В 1957—1983 гг. — учительница, директор школы, председатель исполкома Калининского кишлачного Совета Камашинского района, председатель правления колхоза имени Энгельса, председатель Яккабагского райисполкома.
Избиралась депутатом Верховного Совета Узбекской ССР 9-го, 10-го созыва.
Живёт в Узбекистане.